# Lucius Cornelius Balbus Minor

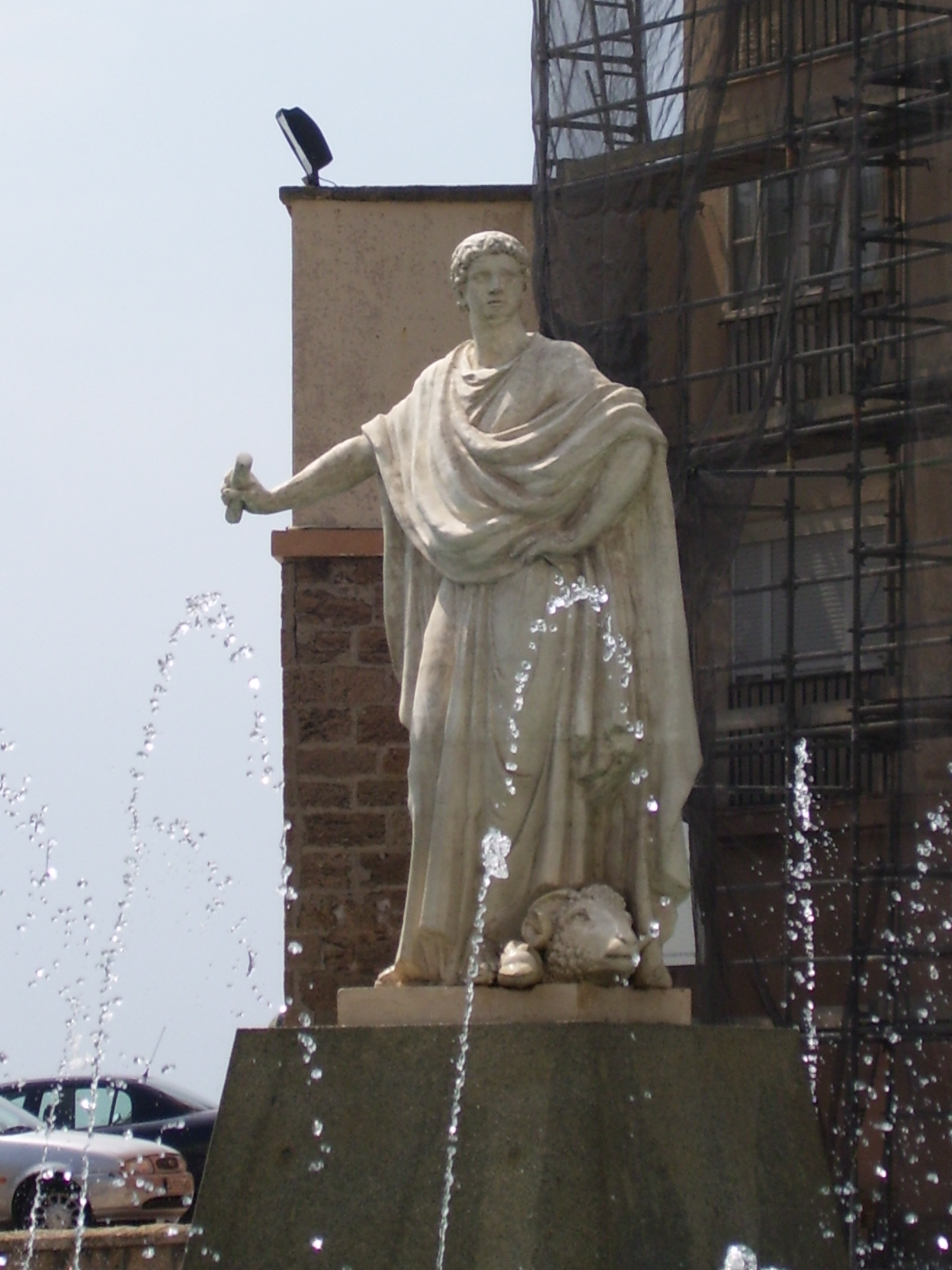
Statue des Balbus Minor in Cádiz, Spanien

Lucius Cornelius Balbus (* 1. Jahrhundert v. Chr. auf der Iberischen Halbinsel), genannt Minor (Latein der Jüngere), um ihn von seinem Onkel Lucius Cornelius Balbus Maior zu unterscheiden, war ein Politiker und Feldherr in der späten Römischen Republik und der frühen Kaiserzeit.

## Leben
Balbus Minor stammte aus der phönizischen Stadt Gades (heute Cádiz) und erhielt um 70 v. Chr. gleichzeitig mit seinem Onkel das römische Bürgerrecht. Während des Bürgerkriegs diente er unter Gaius Iulius Caesar, der ihn mit verschiedenen wichtigen Missionen betraute. Er nahm am Krieg in Ägypten und Hispanien teil und wurde für seine Leistungen mit der Aufnahme in das Kollegium der Pontifices belohnt. 43 v. Chr. war er Quaestor in Hispanien, wo er ein großes Vermögen durch Ausplünderung der Einwohner zusammenraffte.
Im gleichen Jahr wechselte er zu König Bogudes von Mauretanien. Seine nächste belegte Tätigkeit ist die als Prokonsul von Africa, vermutlich im Amtsjahr 21/20 v. Chr., wenn nicht etwas früher. Theodor Mommsen vermutete, dass seine Amtsführung als Praetor das Missfallen des Augustus erregt habe, und er seine Ernennung in Africa deshalb erst nach so vielen Jahren erhalten habe. Seine außergewöhnliche Eignung für diese Aufgabe bewies Balbus Minor bald nach seiner Ankunft in Africa. Er schlug die im Fessan ansässigen Garamanten und zerstörte ihre Hauptstadt Garama. Dafür wurde er am 27. März des Jahres 19 v. Chr. mit einem Triumphzug geehrt – der erste Triumphzug, der jemandem gewährt wurde, der nicht Römer von Geburt war, und zugleich der letzte für einen Mann, der nicht Mitglied des jeweils amtierenden Kaiserhauses war.
Sein großer Reichtum erlaubte ihm, in der Hauptstadt ein Theater auf dem Marsfeld zu errichten, das der Rückkehr des Augustus aus Gallien im Jahr 13 v. Chr. gewidmet war. Dieses Theater des Balbus, das luxuriöser ausgestattet war als das ältere Theater des Pompeius und das etwa gleichzeitig entstandene Marcellustheater, brannte 80 n. Chr. ab. Der Neubau diente vermutlich anderen Zwecken und beherbergte Werkstätten sowie Läden. Die Überreste des Theaters sind heute unter dem Namen Crypta Balbi einer der Standorte des Museo Nazionale Romano.
Balbus scheint auch der Literatur einige Aufmerksamkeit gewidmet zu haben. Er schrieb ein Schauspiel, dessen Thema sein Besuch bei Publius Cornelius Lentulus Spinther in dessen Feldlager in Dyrrhachium war, und war – nach Macrobius – der Autor von Εξηγετικά (Exegetika), einem Werk, das von den Göttern und ihrer Verehrung handelt.